# Osmythone neoxena
Osmythone neoxena là một loài côn trùng trong họ Permithonidae thuộc bộ Neuroptera. Loài này được Riek miêu tả năm 1953.